# Número de Ekman
El número de Ekman (Ek) es un número adimensional utilizado en la descripción de fenómenos geofísicos en los océanos y en la atmósfera. Caracteriza la relación entre fuerzas viscosas y las fuerzas de Coriolis debidas a la rotación planetaria.

## Etimología
El número de Ekman es llamado así en honor a Vagn Walfrid Ekman.

## Simbología
| Símbolo                               | Nombre                                   | Unidad  |
| ------------------------------------- | ---------------------------------------- | ------- |
| {\displaystyle \mathrm {Ek} }         | Número de Ekman                          |         |
| {\displaystyle d}                     | Dimensión de sección transversal         | m       |
| {\displaystyle L}                     | Longitud                                 | m       |
| {\displaystyle m}                     | Masa                                     | kg      |
| {\displaystyle {\dot {m}}}            | Flujo másico                             | kg / s  |
| {\displaystyle t}                     | Tiempo                                   | s       |
| {\displaystyle 2\Omega \sin \varphi } | Frecuencia de Coriolis                   | s-1     |
| {\displaystyle \varphi }              | Latitud                                  | °       |
| {\displaystyle \Omega }               | Velocidad angular de rotación planetaria | s-1     |
| {\displaystyle \rho }                 | Densidad                                 | kg / m3 |
| {\displaystyle \nu }                  | Viscosidad cinemática                    | m2 / s  |

## Descripción
Se define como:
{\displaystyle \mathrm {Ek} ={\frac {\text{Fuerzas viscosas}}{\text{Fuerzas de Coriolis}}}}
|               | 1 | 2 | 3 | 4 |
| ------------- | --- | --- | --- | --- |
| Ecuaciones    | {\displaystyle \mathrm {Ek} ={\frac {\nu \ (\nu \rho )}{{\dot {m}}\ L\ (2\Omega \sin \varphi )}}}        | {\displaystyle \nu ={\frac {d^{2}}{t}}}                                                                  | {\displaystyle \rho ={\frac {m}{d^{2}L}}}                                                                | {\displaystyle {\dot {m}}={\frac {m}{t}}}                                                                |
| Sustituyendo  | {\displaystyle \mathrm {Ek} ={\frac {\nu \ [d^{2}/t]\ [m/(d^{2}L)]}{[m/t]\ L\ (2\Omega \sin \varphi )}}} | {\displaystyle \mathrm {Ek} ={\frac {\nu \ [d^{2}/t]\ [m/(d^{2}L)]}{[m/t]\ L\ (2\Omega \sin \varphi )}}} | {\displaystyle \mathrm {Ek} ={\frac {\nu \ [d^{2}/t]\ [m/(d^{2}L)]}{[m/t]\ L\ (2\Omega \sin \varphi )}}} | {\displaystyle \mathrm {Ek} ={\frac {\nu \ [d^{2}/t]\ [m/(d^{2}L)]}{[m/t]\ L\ (2\Omega \sin \varphi )}}} |
| Simplificando | {\displaystyle \mathrm {Ek} ={\frac {\nu }{L^{2}\ (2\Omega \sin \varphi )}}}                             | {\displaystyle \mathrm {Ek} ={\frac {\nu }{L^{2}\ (2\Omega \sin \varphi )}}}                             | {\displaystyle \mathrm {Ek} ={\frac {\nu }{L^{2}\ (2\Omega \sin \varphi )}}}                             | {\displaystyle \mathrm {Ek} ={\frac {\nu }{L^{2}\ (2\Omega \sin \varphi )}}}                             |

{\displaystyle \mathrm {Ek} ={\frac {\nu }{L^{2}\ (2\Omega \sin \varphi )}}}
Cuando el número de Ekman es pequeño, las perturbaciones son capaces de propagarse antes de decaer debido a efectos de fricción. El número de Ekman describe el orden de magnitud de la capa de Ekman, una capa límite en la que la difusión viscosa está en equilibrio con los efectos debidos a la fuerza de Coriolis más que con la inercia convectiva como es habitual.
Aparecen otras definiciones en la literatura. Así Tritton lo define en términos de viscosidad cinemática, velocidad angular y longitud característica (L) como:
{\displaystyle \mathrm {Ek} ={\frac {\nu }{\Omega L^{2}}}}
Y el formulario de NRL Plasma como:
{\displaystyle \mathrm {Ek} ={\sqrt {\frac {\nu }{2\Omega L^{2}}}}}
El NRL afirma que esta última definición es equivalente a la raíz del cociente entre el número de Rossby y el número de Reynolds. Igualmente existen varias definiciones del número de Rossby.